# GNOME Boxes
GNOME Boxes（グノーム・ボクシズ）は、GNOMEデスクトップ環境のアプリケーションで、リモートまたは仮想化されたシステムにアクセスするのに使用される。BoxesはQEMU、KVM、libvirtの仮想化技術を用いている。
GNOME Boxesは、Intel VT-xなどの、ハードウェアアシストによる仮想化に対応したCPUが必要とされる。

## 歴史と機能性
GNOME Boxesは、最初、2011年12月にGNOME 3.3（GNOME 3.4の開発ブランチ）でベータ版ソフトウェアとして導入された。また、GNOME 3.4ではプレビューリリースという扱いになっている。Boxesの主要な機能は、libvirt、libvirt-glib、lobosinfoなどの技術を使用した仮想化マシンのマネージャ、リモートデスクトップのクライアント（VNC経由）、リモートのファイルシステムのブラウザである。また、Boxesでは、ローカルにつくられた仮想化マシンのほか、他のコンピュータに作られた仮想化マシンやリモートシステムを見ることが可能である。Boxesは、最小限のユーザー入力で、ISOイメージなどの標準的なディスクイメージファイルから、ローカルの仮想化マシンを簡単に作ることができる。

## 人物
Boxesは、当初、Marc-André Lureau、Zeeshan Ali、Alexander LarssonとChristophe Fergeauによって開発され、現在はZeeshenによってメンテナンスと開発が行われている。